# Acacia karoo
Acacia karoo é uma espécie de leguminosa do gênero Acacia, pertencente à família Fabaceae.